# Dziura pod Świstową Studnią
Dziura pod Świstową Studnią – jaskinia w Dolinie Małej Łąki w Tatrach Zachodnich. Wejście do niej znajduje się w ścianach opadających z Kotlin do Niżniej Świstówki, w pobliżu Jaskini Wilczej i jaskini Świstowa Studnia, na wysokości 1692 m n.p.m. Długość jaskini wynosi 12,5 metrów, a jej deniwelacja 3,5 metra.

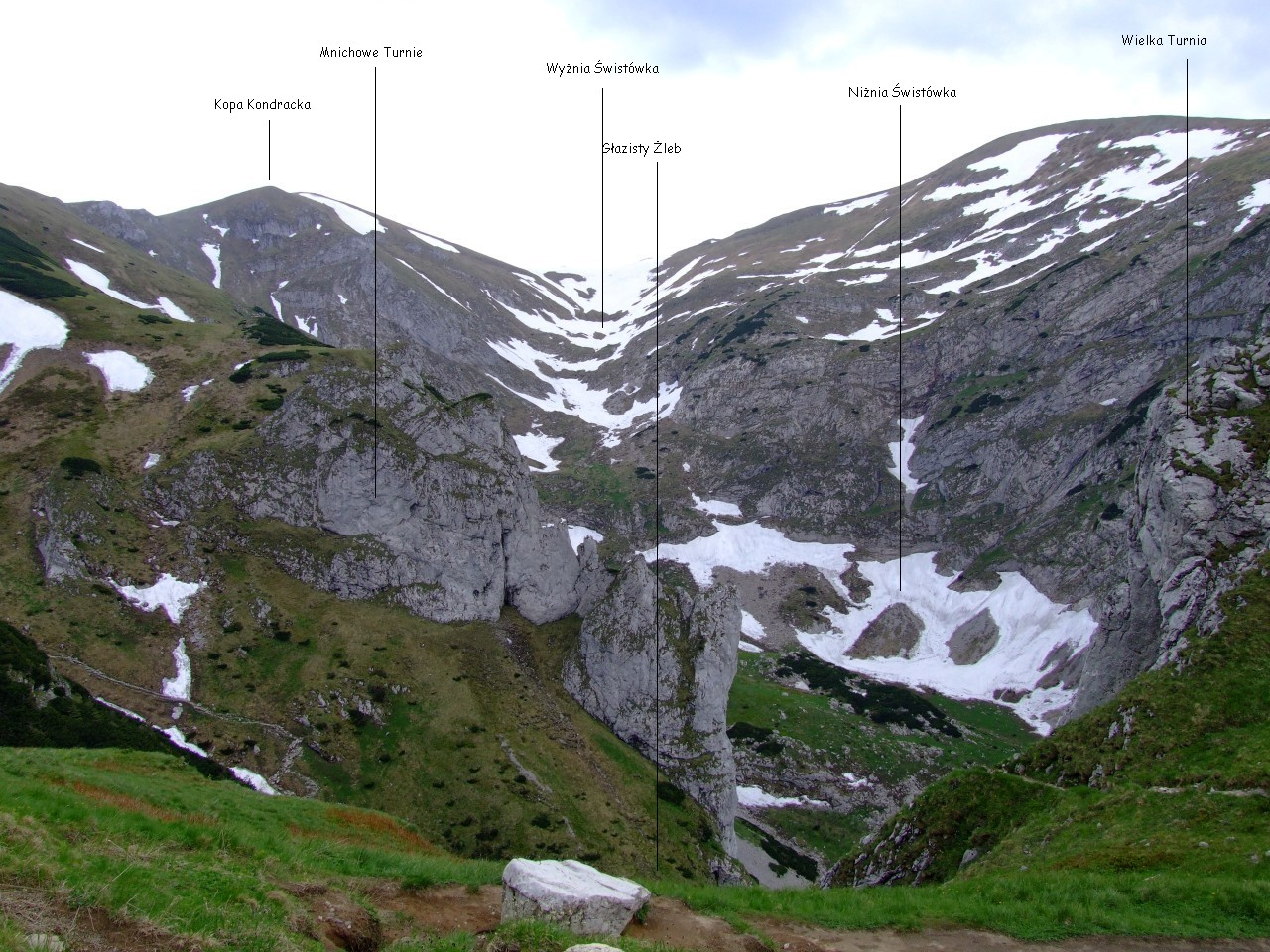
Po prawej nad Niżnią Świstówką ściana opadająca z Kotlin

## Opis jaskini
Jaskinię stanowi niewielka salka znajdująca się niedaleko małego otworu wejściowego i odchodzący z niej idący stromo w dół korytarz kończący się niedostępnymi szczelinami.

## Przyroda
W jaskini brak jest nacieków. Ściany są mokre, rosną na nich mchy i porosty.

## Historia odkryć
Jaskinię odkryli A. Wilczek i I. Felisiak z AKG Kraków w październiku 1982 roku. Badania przeprowadzone w 1998 roku wykazały, że istnieje połączenie szczelinami pomiędzy Partiami za Kolankiem w Jaskini Wielkiej Śnieżnej a Dziurą pod Świstową Studnią.